# Romaleidae
Romaleidae zijn een familie van rechtvleugelige insecten die behoren tot de kortsprietigen. De familie werd voor het eerst wetenschappelijk gepubliceerd door Brunner-von Wattenwyl in 1893.
De soorten binnen de familie komen voor in de Nieuwe Wereld, met uitzondering van Canada en Alaska.

## Taxonomie
De familie telt circa 460 soorten binnen de volgende geslachten:
- Onderfamilie Bactrophorinae Amédégnato, 1974
  - Geslachtengroep Bactrophorini Amédégnato, 1974
    -       - Geslacht Bactrophora Westwood, 1842
      - Geslacht Bora Amédégnato & Descamps, 1979
      - Geslacht Hyleacris Amédégnato & Descamps, 1979
      - Geslacht Silacris Amédégnato & Descamps, 1979

    - Ondertak Cristobalinae Amédégnato, Poulain & Rowell, 2012
      - Geslacht Cristobalina Rehn, 1938
      - Geslacht Mayalina Amédégnato, Poulain & Rowell, 2012

    - Ondertak Mezentiae Brunner von Wattenwyl, 1893
      - Geslacht Andeomezentia Amédégnato & Poulain, 1994
      - Geslacht Hylaezentia Amédégnato, Poulain & Rowell, 2012
      - Geslacht Mezentia Stål, 1878

    - Ondertak Rhicnodermae Amédégnato, Poulain & Rowell, 2012
      - Geslacht Lempira Rehn, 1938
      - Geslacht Panamacris Rehn, 1938
      - Geslacht Pararhicnoderma Rowell, 2012
      - Geslacht Rhicnoderma Gerstaecker, 1889

  - Geslachtengroep Ophthalmolampini Descamps, 1977
    - Ondertak Helicopacrae Descamps, 1978
      - Geslacht Helicopacris Descamps, 1978

    - Ondertak Lagarolampae Descamps, 1978
      - Geslacht Elutrolampis Descamps, 1978
      - Geslacht Habrolampis Descamps, 1978
      - Geslacht Hekistolampis Descamps, 1978
      - Geslacht Helolampis Descamps, 1978
      - Geslacht Inbiolampis Rowell, 2012
      - Geslacht Lagarolampis Descamps, 1978
      - Geslacht Tikaodacris Descamps, 1978
      - Geslacht Zoumolampis Descamps, 1978

    - Ondertak Nautiae Descamps, 1978
      - Geslacht Drypetacris Descamps, 1978
      - Geslacht Euprepacris Descamps, 1978
      - Geslacht Nautia Stål, 1878
      - Geslacht Othnacris Descamps, 1978
      - Geslacht Pseudonautia Descamps, 1978
      - Geslacht Xenonautia Descamps, 1978

    - Ondertak Ophthalmolampae Descamps, 1978
      - Geslacht Adrolampis Descamps, 1978
      - Geslacht Aphanolampis Descamps, 1978
      - Geslacht Apophylacris Descamps, 1978
      - Geslacht Caenolampis Descamps, 1978
      - Geslacht Chromolampis Descamps, 1978
      - Geslacht Nothonautia Descamps, 1978
      - Geslacht Ophthalmolampis Saussure, 1859
      - Geslacht Peruviacris Descamps, 1978
      - Geslacht Poecilolampis Descamps, 1978

  - Geslachtengroep Taeniophorini Brunner von Wattenwyl, 1893
    -       - Geslacht Hylephilacris Descamps, 1978
      - Geslacht Megacephalacris Descamps & Amédégnato, 1971
      - Geslacht Megacheilacris Descamps, 1978
      - Geslacht Taeniophora Stål, 1873
- Onderfamilie Romaleinae Brunner von Wattenwyl, 1893
  -     -       - Geslacht Quitus Hebard, 1924

  - Geslachtengroep Eurostacrini Amédégnato, 1997
    -       - Geslacht Eurostacris Descamps, 1978
      - Geslacht Pseudeurostacris Descamps, 1978

  - Geslachtengroep Hisychiini Descamps, 1979
    -       - Geslacht Acrideumerus Descamps, 1979
      - Geslacht Acridophaea Descamps, 1979
      - Geslacht Cloephoracris Descamps, 1979
      - Geslacht Hisychius Stål, 1878
      - Geslacht Pareusychius Amédégnato & Poulain, 1994
      - Geslacht Porphoracris Descamps, 1979
      - Geslacht Pseudhisychius Descamps, 1979

  - Geslachtengroep Leguini Amédégnato & Poulain, 1986
    -       - Geslacht Ampiacris Amédégnato & Poulain, 1986
      - Geslacht Legua Walker, 1870
      - Geslacht Proracris Amédégnato & Poulain, 1986

  - Geslachtengroep Phaeopariini Giglio-Tos, 1898
    -       - Geslacht Abila Stål, 1878
      - Geslacht Albinella Carbonell, 2002
      - Geslacht Aristia Stål, 1876
      - Geslacht Costarica Koçak & Kemal, 2008
      - Geslacht Epiprora Gerstaecker, 1889
      - Geslacht Graciliparia Amédégnato & Poulain, 1994
      - Geslacht Maculiparia Jago, 1980
      - Geslacht Phaeoparia Stål, 1873
      - Geslacht Pseudaristia Carbonell, 2002
      - Geslacht Stornophilacris Amédégnato & Descamps, 1978
      - Geslacht Tepuiacris Carbonell, 2002

  - Geslachtengroep Procolpini Giglio-Tos, 1898
    -       - Geslacht Aeolacris Scudder, 1875
      - Geslacht Munatia Stål, 1875
      - Geslacht Procolpia Stål, 1875
      - Geslacht Prorhachis Scudder, 1875
      - Geslacht Xomacris Rehn, 1955

  - Geslachtengroep Romaleini Brunner von Wattenwyl, 1893
    -       - Geslacht Agriacris Walker, 1870
      - Geslacht Alcamenes Stål, 1878
      - Geslacht Alophonota Stål, 1873
      - Geslacht Antandrus Stål, 1878
      - Geslacht Aplatacris Scudder, 1875
      - Geslacht Aprionacris Descamps, 1978
      - Geslacht Brachystola Scudder, 1876
      - Geslacht Brasilacris Rehn, 1940
      - Geslacht Callonotacris Rehn, 1909
      - Geslacht Chariacris Walker, 1870
      - Geslacht Chromacris Walker, 1870
      - Geslacht Cibotopteryx Rehn, 1905
      - Geslacht Colpolopha Stål, 1873
      - Geslacht Coryacris Rehn, 1909
      - Geslacht Costalimacris Carbonell & Campos-Seabra, 1988
      - Geslacht Diponthus Stål, 1861
      - Geslacht Draconata Pictet & Saussure, 1887
      - Geslacht Dracotettix Bruner, 1889
      - Geslacht Eidalcamenes Rosas Costa, 1957
      - Geslacht Gurneyacris Liebermann, 1958
      - Geslacht Helionotus Rehn, 1909
      - Geslacht Limacridium Carbonell & Campos-Seabra, 1988
      - Geslacht Litoscirtus Bruner, 1907
      - Geslacht Phrynotettix Glover, 1872
      - Geslacht Prionacris Stål, 1878
      - Geslacht Prionolopha (Stål, 1873)
      - Geslacht Radacridium Carbonell, 1984
      - Geslacht Romalea (Serville, 1831)
      - Geslacht Securigera Bolívar, 1909
      - Geslacht Spaniacris Hebard, 1937
      - Geslacht Staleochlora Roberts & Carbonell, 1992
      - Geslacht Taeniopoda Stål, 1873
      - Geslacht Thrasyderes Bolívar, 1881
      - Geslacht Titanacris (Scudder, 1869)
      - Geslacht Tropidacris (Scudder, 1869)
      - Geslacht Tytthotyle Scudder, 1897
      - Geslacht Xestotrachelus Bruner, 1913
      - Geslacht Xyleus Gistel, 1848
      - Geslacht Zoniopoda Stål, 1873

  - Geslachtengroep Tropidacrini Brunner von Wattenwyl, 1893
    -       - Geslacht Titanacris Scudder, 1869
      - Geslacht Tropidacris Scudder, 1869

  - Geslachtengroep Trybliophorini Giglio-Tos, 1898
    -       - Geslacht Trybliophorus Serville, 1831